# جورج كولي
جورج كولي (بالأيرلندية: Seoirse Ó Colla) (و. 1925 – 1983 م) هو سياسي من جمهورية أيرلندا، والدولة الأيرلندية الحرة، ولد في دبلن، كان عضوًا في الجمعية البرلمانية لمجلس أوروبا، توفي في لندن، عن عمر يناهز 58 عاماً.

## مناصب
تولى منصب نائب دييل (14 ديسمبر 1982–17 سبتمبر 1983)
- نائب دييل (9 مارس 1982–4 نوفمبر 1982)[6]
- نائب دييل (30 يونيو 1981–27 يناير 1982)[6]
- وزير السياحة والثقافة والفنون وجايلتاخت والرياضة والإعلام [الإنجليزية]‏ (22 يناير 1980–30 يونيو 1981)
- وزير النقل والسياحة والرياضة [الإنجليزية]‏ (12 ديسمبر 1979–22 يناير 1980)
- وزير الخدمة العامة [الإنجليزية]‏ (5 يوليو 1977–11 ديسمبر 1979)
- تانيست (5 يوليو 1977–30 يونيو 1981)
- نائب دييل (5 يوليو 1977–21 مايو 1981)[6]
- وزير المالية  [لغات أخرى]‏ (5 يوليو 1977–11 ديسمبر 1979)
- نائب دييل (14 مارس 1973–25 مايو 1977)[6]
- وزير المالية  [لغات أخرى]‏ (9 مايو 1970–14 مارس 1973)
- نائب دييل (2 يوليو 1969–5 فبراير 1973)[6]
- وزير الأشغال والمشاريع والابتكار [الإنجليزية]‏ (13 يوليو 1966–9 مايو 1970)
- نائب دييل (21 أبريل 1965–21 مايو 1969)[6]
- وزير التربية والمهارات [الإنجليزية]‏ (21 أبريل 1965–13 يوليو 1966)
- نائب دييل (11 أكتوبر 1961–11 مارس 1965).[6]

## التعليم
تعلم في كلية دبلن الجامعية.